# Gynnidomorpha rubricana
Gynnidomorpha rubricana es una especie de polilla tortrícida perteneciente a la tribu Cochylini, de la subfamilia Tortricinae, orden Lepidoptera. Fue descrita científicamente por el entomólogo fránces Henri de Peyerimhoff en 1877.
Cuenta con una envergadura de 11-13 mm. Es muy activa durante los meses de mayo, junio y julio.

## Distribución
Se distribuye por Europa, en Francia, Italia, España y Croacia.